# Bitwa morska przy Montevideo
Bitwa morska przy Montevideo – starcie zbrojne, które miało miejsce 16 maja 1814 roku w trakcie wojny o niepodległość Argentyny.
W 1814 roku wojska patriotów argentyńskich rozpoczęły oblężenie Montevideo, ostatniego bastionu wojsk hiszpańskich w regionie. Wojskami Argentyny dowodził generał de Alvear, nie udało mu się jednak zdobyć miasta, gdyż to było dobrze zaopatrywane od strony morza. W maju William Brown na czele flotylli okrętów w składzie: 4 uzbrojone statki handlowe, 1 fregata, 2 brygantyny oraz 1 galeota zaatakował flotę hiszpańską liczącą kilkanaście okrętów wojennych. 

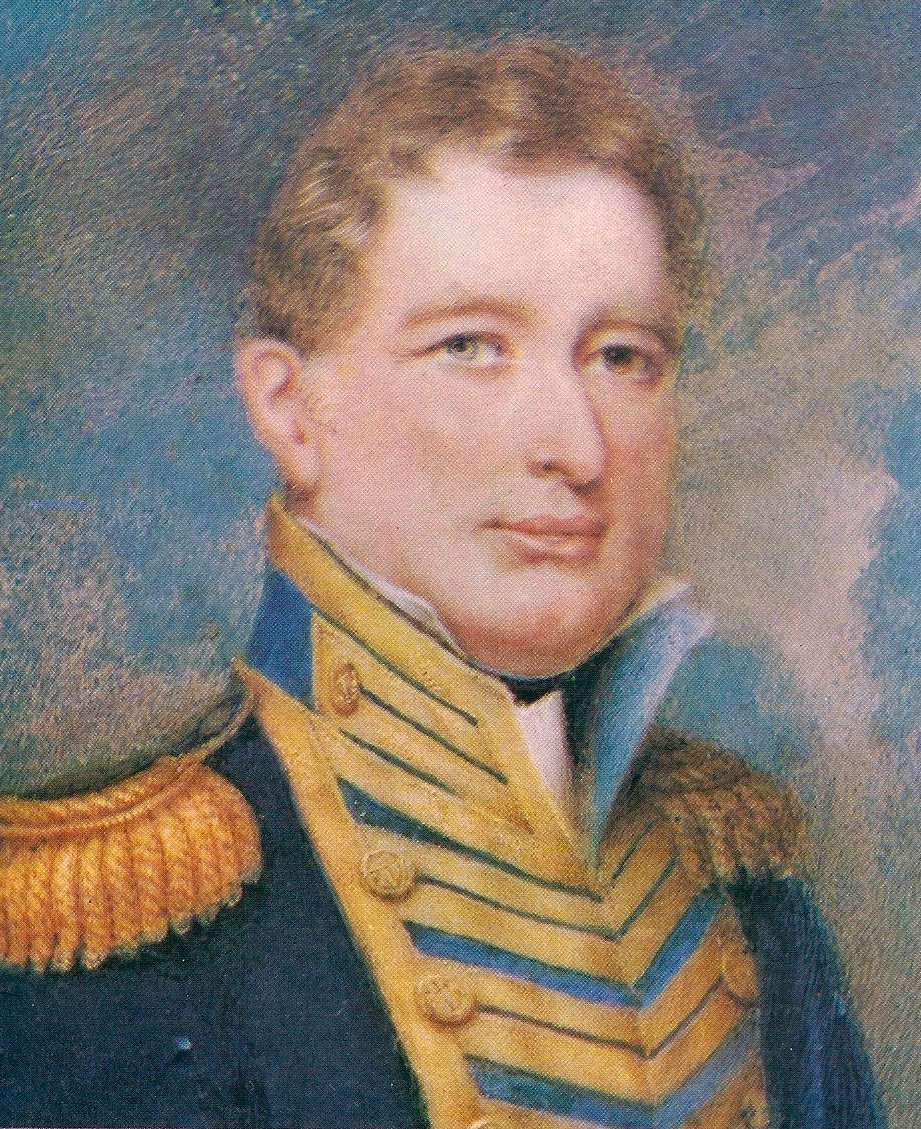
William Brown

16 maja Argentyńczycy wdarli się do portu w Montevideo, zdobywając abordażem 3 hiszpańskie okręty. Reszta pokonanej floty hiszpańskiej osiadła na mieliźnie, a ich załogi zbiegły na ląd. Dzień później argentyńska flota zdobyła umocnienia hiszpańskie na wyspie Martín García. Pozbawiony dostaw zaopatrzenia hiszpański gubernator Montevideo skapitulował w dniu 20 czerwca 1814 roku.